# Forza Nuova

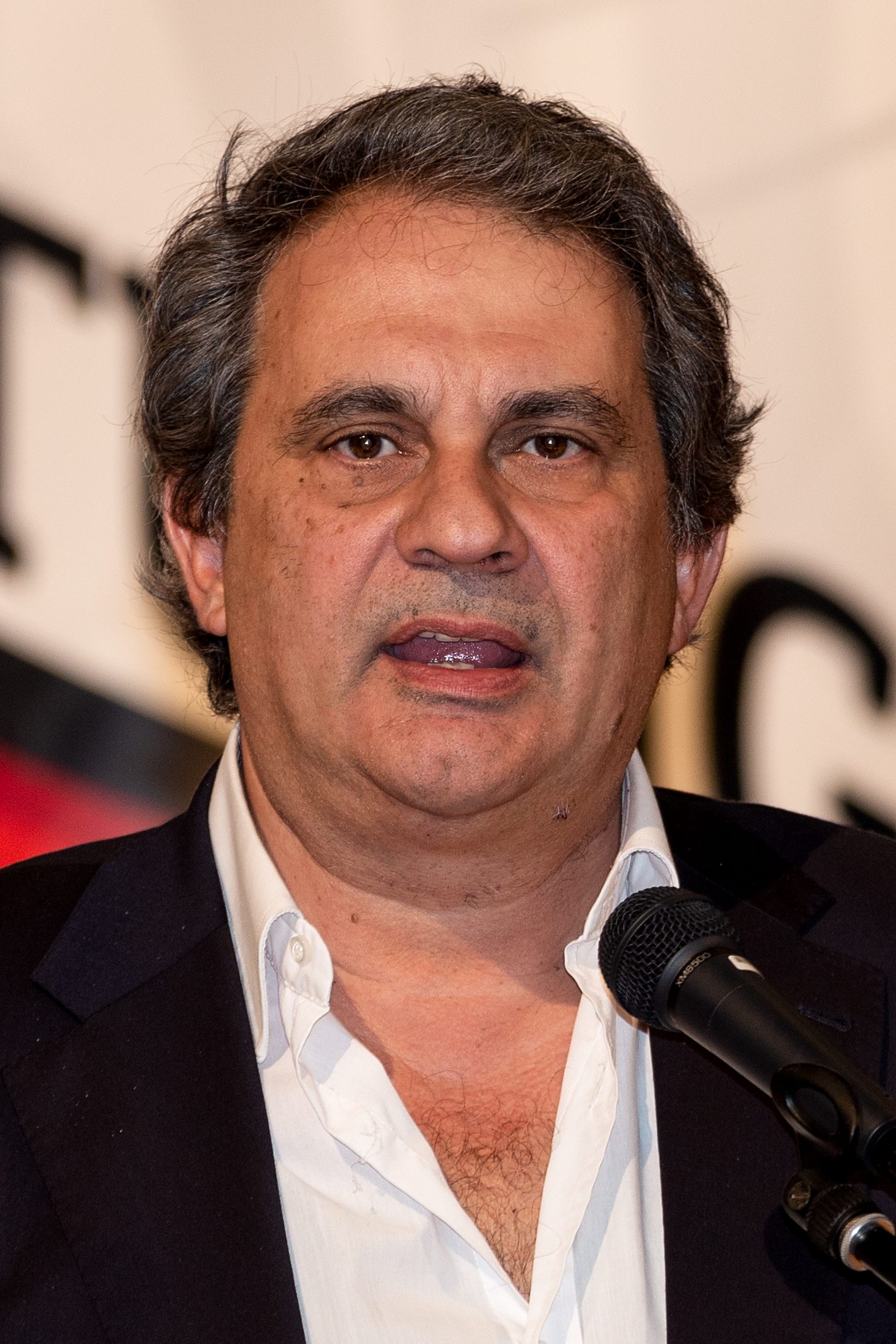
Parteigründer und Dauersvorsitzender Roberto Fiore (2018)

Forza Nuova (FN, deutsch ‚Neue Kraft‘) ist eine rechtsextreme politische Partei in Italien mit Sitz in Rom. Sie wurde 1997 von Roberto Fiore und Massimo Morsello in Großbritannien gegründet. Vorsitzender ist Roberto Fiore, der in Italien wegen Zugehörigkeit zu einer illegalen Vereinigung verurteilt wurde. Die Mitgliederzahl beträgt ca. 2500 Personen, jedoch gilt sie aufgrund vieler Sympathisanten als größte neofaschistische Organisation in Italien.
Die FN ist international vernetzt und arbeitet u. a. mit der deutschen NPD zusammen. Ihr Publikationsorgan heißt ebenfalls Forza Nuova.
Die Partei ist nicht im italienischen Parlament vertreten.
Zu den Parlamentswahlen 2018 trat sie im Bündnis mit der gleichfalls rechtsextremen Fiamma Tricolore unter der Listenbezeichnung Italia agli Italiani („Italien den Italienern“) an, das Bündnis erhielt 0,4 % der Stimmen. Zuvor hatte die FN alleine 2008 und 2013 jeweils rund 0,3 Prozent der Stimmen erhalten.

## Geschichte
Die FN ging aus der Gruppe Terza Posizione hervor, die in den 1970ern und Anfang der 1980er Jahre vor allem im Raum Rom zu einer ernsthaften Konkurrenz zur PCI und deren Jugendorganisationen heranwuchs.
Bei der Europawahl in Italien 2004 kandidierte die FN als Teil der Liste Alternativa Sociale, die 1,2 % der Stimme und damit einen Sitz erreichte. 2008 übernahm der FN-Vorsitzende Fiori den Sitz, nachdem Alessandra Mussolini zurückgetreten war.
Die FN war Mitglied des 2004 gegründeten Zusammenschlusses von Rechtsextremen Parteien verschiedener europäischer Länder, der Europäische Nationale Front und ist Mitglied der 2015 gegründeten Allianz für Frieden und Freiheit.
Im Oktober 2021 war die FN wesentlich an den Ausschreitungen im Zuge einer Anti-Corona-Demonstration in Rom beteiligt. Die 3000, zu Teilen neofaschistischen Demonstranten stürmten das Gebäude des Italienischen Gewerkschaftsbundes CGIL. Die Polizei nahm daraufhin insgesamt zwölf mutmaßliche Rädelsführer der Ausschreitungen fest. Roberto Fiore, Vorsitzender und Gründer der neofaschistischen Partei Forza Nuova, sein Stellvertreter Giuliano Castellino, der FN-Demo-Sicherheitschef und ehemalige Terrorist Luigi Aronica und weitere wurden festgenommen. Die Vorwürfe lauteten schwere Sachbeschädigung, Plünderung und Widerstand gegen die Staatsgewalt.
Im Italienischen Parlament brachten die sozialdemokratische PD einen Antrag in den Senat ein, der die Regierung auffordert, die Zerschlagung von Forza Nuova und anderer faschistischer Parteien anzugehen.

## Positionen
Die Forza Nuova gehört ähnlich wie die Lega Nord und andere rechte Parteien Italiens zu den Unterstützern Russlands in Europa. Offizielle Kontakte zwischen Partei-Chef Fiore und Russland begannen 2012 mit seiner Teilnahme am „Russisch-Italienischen Handelsdialog“ in Nischni Nowgorod. Seit Anfang 2014 und insbesondere seit Beginn des Ukrainekrieges tritt die Partei zunehmend pro-russisch auf. Die FN unterstützt die russische Annexion der Krim. Seit der russischen Machtübernahme organisierte Fiore regelmäßig Reisen für italienische Geschäftsleute auf die besetzte Halbinsel. Im August 2014 nahm er mit dem belgischen Faschisten Luc Michel und anderen Rechtsextremen an der Konferenz „Russland, Ukraine, Neues Russland: Globale Probleme und Herausforderungen“ auf Jalta teil. Eine Delegation von FN war zu Gast beim Internationalen Forum der Familien in Moskau im September 2014. Bei der Konferenz des Internationalen Russischen Konservativen Forums in Sankt Petersburg im März 2015 vertrat Fiore die Allianz für Frieden und Freiheit, eine europäische Dachorganisation rechtsextremer und neofaschistischer Parteien. Fiore unterhält Kontakte zu russischen Rechtsextremen wie etwa Oleg Platonow und Alexander Prochanow. In Russland sieht die FN einen Verteidiger gegen Einwanderer und den IS. Laut Fiore komme dem russischen Volk die besondere geschichtliche Rolle zu, die Wiedergeburt des christlichen Europas zu repräsentieren. Bei einer Durchsuchung in Italien wurden offenbar mehrere Waffen sichergestellt, die mit Gründungsmitgliedern der Partei in Zusammenhang stehen.